# Michelangelo Fardella
Pour les articles homonymes, voir Fardella.
Michelangelo Fardella (1650, Trapani – 1718, Naples) est un savant et penseur rationaliste sicilien, dont la pensée a été inspirée par Descartes et Malebranche.

## Biographie
Michelangelo Fardella entra dans l'ordre de Saint-François, se livra spécialement à la physique et aux mathématiques, et occupa successivement la chaire de philosophie à Modène et celles d'astronomie et de philosophie à Padoue. Il embrassa la philosophie de Descartes, dont il avait puisé les principes, pendant un voyage qu'il fit à Paris (1678) dans la conversation d'Arnauld, de Malebranche et de Lamy.

## Sa pensée
Le cartésianisme de Fardella pour qui, « De tous les anciens et les modernes, seul Descartes a trouvé la  méthode correcte et naturelle de philosopher », est toutefois relatif, et mis sur le même plan que le platonisme d’Augustin. La structure du monde est organisée selon des principes mathématiques : « Dieu a créé toutes choses selon poids, quantité et taille, régis par les lois de la statique, de l'arithmétique et de la géométrie » ; grâce à la mathématique, on peut comprendre le monde et même la logique de Dieu.
La notion de point, qui n'a ni poids, ni grandeur, et qui est indivisible, est pourtant l'origine de toute étendue : « De même que l'unité engendre les nombres, par le point s'engendre toute étendue ». L'âme, qui est dépourvue d'étendue, est un point.
Selon Fardella, il n'est pas possible de démontrer l'existence absolue de la réalité matérielle : « L’expérience même enseigne qu’il arrive souvent dans les rêves que nous percevions des objets dont nous ne pourrions admettre l’existence réelle. Chaque fois que la nuit, dans mon sommeil, je vois le soleil briller sur l’horizon et se mouvoir en tous sens de façon fantastique, ne suis-je en rien extra ideam?. Ainsi, rien de ce que je sens ou je vois ne peut, en aucune façon, être reçu comme existant réellement. » Considérant l'objection selon laquelle le rêve est une chose, et l'état d'éveil une autre, il relève que les choses que nous percevons à l'éveil pourraient n'être qu’une sensation « d’une clarté, d’une netteté et d’un ordre plus manifestes, bien qu’ils n’existent pas » en soi. Nos sens ne nous donnent aucune certitude du monde : celle-ci ne peut se trouver, pour Fardella comme pour Malebranche, qu'en Dieu.

## Œuvres
Ses principaux ouvrages sont : 
- Universæ philosophiæ systema, Venise, 1691, in-12 ;
- Universæ usualis mathematicæ theoria, 1691 ;
- Logica, 1696 : il y soutient avec Malebranche que l'existence des corps ne peut être prouvée que par la révélation.

## Source
- Marie-Nicolas Bouillet et Alexis Chassang (dir.), « Fardella (Michel Ange) », dans Dictionnaire universel d’histoire et de géographie, 1878 (lire en ligne), p. 646